# Мост Марии Валерии

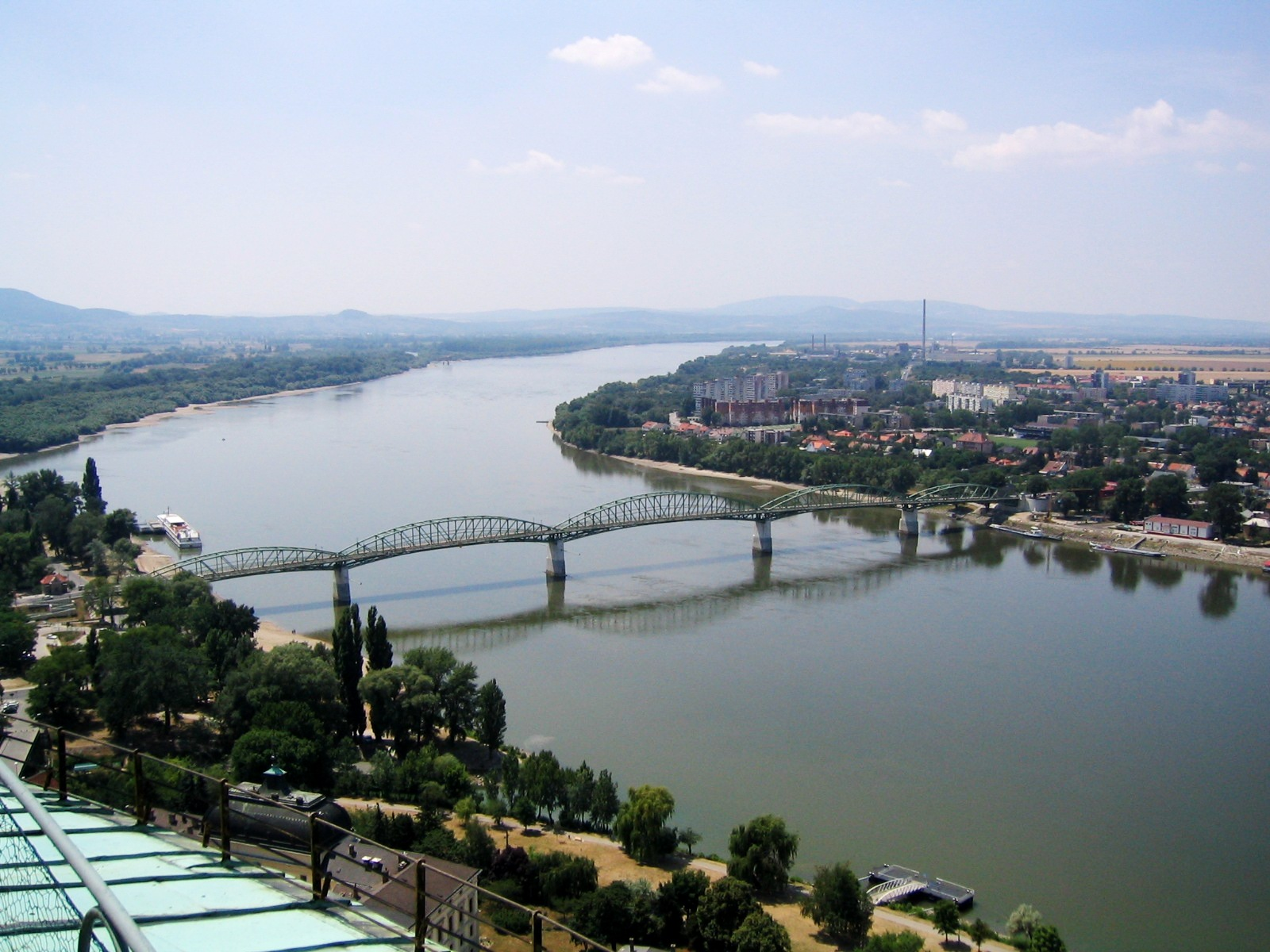
Мост Марии Валерии со стороны Эстергома

Мост Марии Валерии (словац. Most Márie Valérie; венг. Mária Valéria híd) — мост через Дунай, соединяющий венгерский город Эстергом и словацкий город Штурово. Длина моста составляет 500 метров. Получил название в честь эрцгерцогини Марии Валерии, дочери императора Австро-Венгрии Франца Иосифа I.
Мост между двумя городами, построенный по проекту Я. Фекетехази, был открыт в 1895 году и был дважды разрушен: в 1920 и в 1944 году. 26 декабря 1944 года он был взорван отступавшими немецкими войсками. После этого мост был восстановлен только через 60 лет и открылся 11 октября 2001 года.